# Selkoupe
Cet article concerne la langue selkoupe. Pour le peuple selkoupe, voir Selkoupes.
Le selkoupe (anciennement, ostyak samoyède) est une langue ouralienne, dernière survivante du groupe des langues samoyèdes du Sud. Il est parlé en Russie, en Sibérie, par 1 570 des 3 600 membres de l'ethnie selkoupe.

## Classification
Le selkoupe est un continuum linguistique dont les variantes les plus géographiquement séparées ne sont plus mutuellement intelligibles. Ces dialectes sont organisés en quatre groupes principaux par Eugeniy Helimski :
- le selkoupe septentrional, regroupant les dialctes du Taz moyen, du Taz supérieur, de Baikha-Turukhan, de Karasino, de Yelogui ;
- le selkoupe central, regroupant les dialectes de la Tym, de Narym ;
- le selkoupe méridional, regroupant les dialectes de l’Ob moyen, de l’Ob supérieur ou encore les dialectes éteints ou quasi éteints de la Chaya et de la Chulym ;
- le selkoupe de la Ket, regroupant les dialectes de la Ket moyenne et de la Ket supérieure.

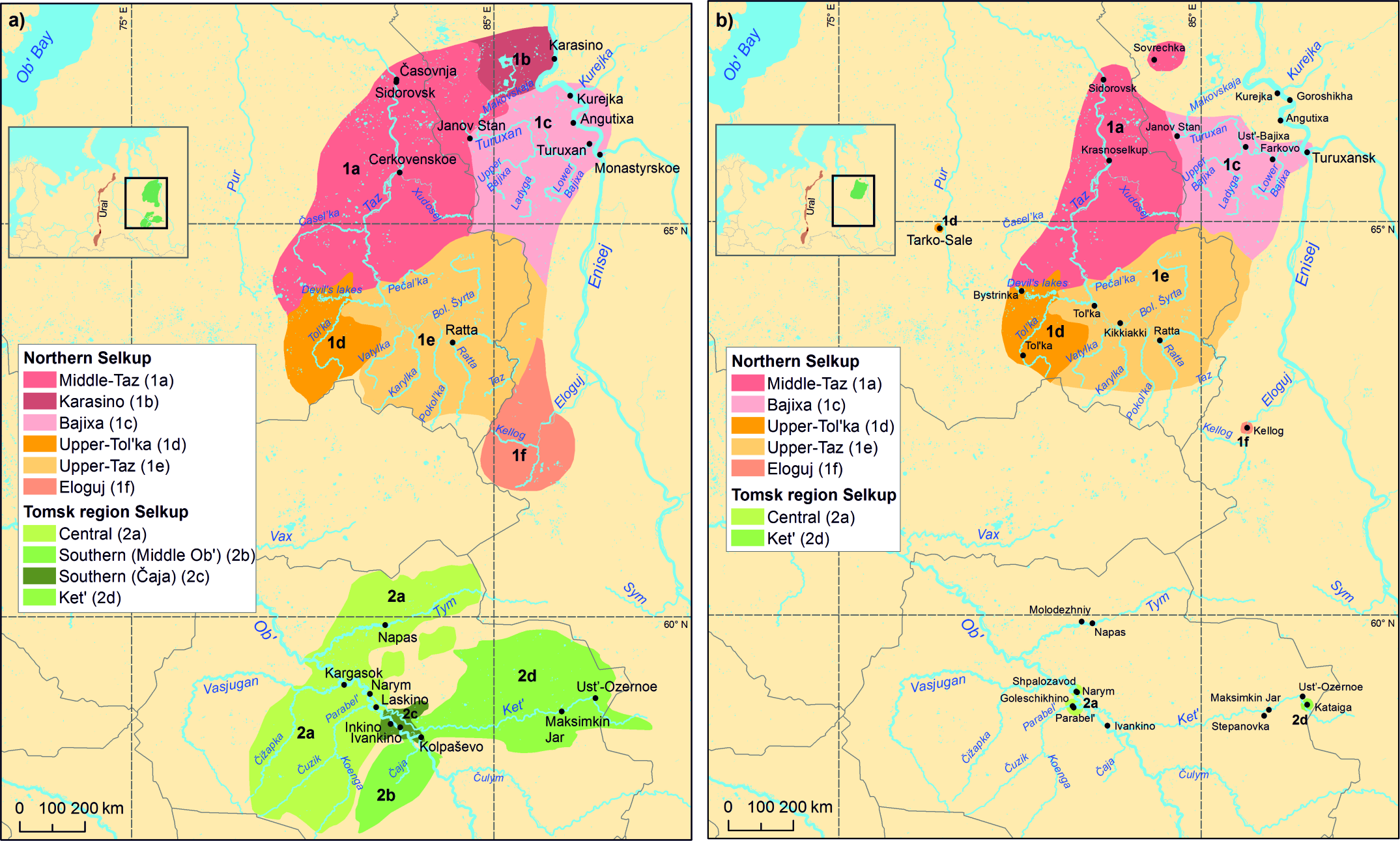
Cartes des dialectes selkoupes, zones traditionnelles à gauche et actuelles à droite.

## Écriture
| А а | Ӓ ӓ | Б б | В в | Г г | Д д | Е е | Ә ә | Ё ё | Ж ж | З з |
| И и | І і | Й й | К к | Ӄ ӄ | Л л | М м | Н н | Ӈ ӈ | О о | Ө ө |
| Ӧ ӧ | П п | Р р | С с | Т т | У у | Ӱ ӱ | Ф ф | Х х | Ц ц | Ч ч |
| Ш ш | Щ щ | Ъ ъ | Ы ы | Ь ь | Э э | Ю ю | Я я |     |     |     |

Le macron est utilisé sur les lettres de voyelles longues : ‹ а̄ ӓ̄ е̄ ә̄ ë̄ ӣ і̄ о̄ ө̄ ӧ̄ ӯ ӱ̄ ы̄ э̄ ю̄ я̄ ›.
| А а | Ӓ ӓ | Б б | В в | Г г | Ӷ ӷ | Д д | Е е | Ё ё | Ж ж | Җ җ |
| З з | И и | Й й | К к | Ӄ ӄ | Л л | М м | Н н | Ӈ ӈ | O o | Ӧ ӧ |
| П п | Р р | С с | Т т | У у | Ӱ ӱ | Ф ф | Х х | Ӽ ӽ | Ц ц | Ч ч |
| Ҷ ҷ | Ш ш | Щ щ | Ы ы | Ь ь | Э э | Ю ю | Я я |     |     |     |

## Phonologie
Les tableaux présentent les phonèmes vocaliques et consonantiques du dialecte de Tym.

### Voyelles
|         | Antérieure  | Centrale | Postérieure |
| ------- | ----------- | -------- | ----------- |
| Fermée  | i [i] ü [y] | y [ɨ]    | u [u]       |
| Moyenne | e [e]       | ə [ə]    | ö [œ] o [o] |
| Ouverte | ɛ [ɛ] ä [æ] | a [a]    |             |

### consonnes
|                  | Bilabiale     | Dentale       | Latérale      | Palatale      | Vélaire | Uvulaire |
| ---------------- | ------------- | ------------- | ------------- | ------------- | ------- | -------- |
| Occlusive sourde | p [p]         | t [t] tt [tː] |               |               | k [k]   | q [q]    |
| Occlusive sonore | b [b]         | d [d]         |               |               | g [g]   |          |
| Fricative sourde | f [f]         | s [s] ss [sː] |               | š [ʃ] šš [ʃː] | x [x]   | ɣ [ɣ]    |
| Fricative sourde |               |               |               | č [tʃ]        |         |          |
| Fricative sonore |               |               |               | dž [dʒ]       |         |          |
| Nasale           | m [m] mm [mː] | n [n] nn [nː] |               | ń [nʲ]        | ŋ [ŋ]   |          |
| Liquide          |               | r [r]         | l [l] ll [lː] | l' [lʲ]       |         |          |
| Semi-voyelle     | w [w]         |               |               | j [j]         |         |          |